# 탈옥
탈옥(脫獄, prison escape)은 유치장, 구치소, 교도소 등 교정기관에 수감된 피의자나 죄수가 도주하는 일이다. 대한민국 형법에서는 탈옥을 도주죄로서 형사처벌한다. 주로 유치장, 구치소, 교도소 등 교정기관에서 창살을 잘라서 건물외로 나온후 담을 넘거나 지하땅굴을 파서 밖으로 나가서 탈옥하는 데 교도관을 습격한후 문을 통해 나가서 탈옥하거나 교정기관외부에 교도작업을 나거나 귀휴제도에 의하여 잠시 사회의 공기를 마실때 복귀하지 않고 탈옥하는 등 교정기관밖에서 이루어지기도 한다. 또한 허위로 보석을 나가서 복귀하지 않고 탈옥하기도 한다.

## 주요 탈옥한 사람
- 우루과이의 호세 무히카: 1970년대 도시 게릴라로서 하수구를 누비며 무장투쟁을 벌이다 여섯발의 총상을 입었으나 병원이 가까워 기적적으로 살아남았고, 땅굴을 통해 두번의 탈옥을 하다가 13년간 수감생활을 한 끝에 1985년 국제사면위원회의 도움으로 석방된 뒤 1994년 좌파 정치조직 민중참여운동(MPP)을 대표해 게릴라 출신으로는 처음으로 하원의원이 됐다.  1999년 상원의원, 2005년 좌파연합인 광역전선(Frente Amplio)이 정권을 잡아 우루과이 최초의 좌파 정부가 수립되자 농축수산부 장관을 하다가 대통령에 취임[1]
- 2급 살인범 숀 머릭(Shawn Merrick, 43세): 2006년 써리에서 셸리 린 디보(Shelley Lynne Devoe)를 살해한 후 미션에 위치한 형무소에서 수감 중 2015년 3월 31일에 탈옥[2]
- 미국의 클라렌스 데이비드 무어(66)는 1967년 노스 캐롤라이나 주에서 저지른 강도 범죄를 포함해 2차례 범죄로 징역 11년형을 선고받아 복역하던 중 수 차례 탈옥과 재수감을 반복하다가 1976년에 마지막으로 탈옥을 하면서 39년간 신분증 없이 켄터키 주에서 살아오다가 뇌졸중에 걸려도 치료를 할 수 없어 병을 키워왔고 오른쪽 신체에 마비가 진행돼 결국 2015년 4월 19일 거주지 지역 보안관에게 자수하였다.[3]

## 탈옥을 시도한 사람
- 부산 서면 돌려차기 사건: 가해자 이현우(1992년 생)